# Haakon Chevalier
Haakon Maurice Chevalier (Lakewood, 10 settembre 1901 – Parigi, 4 luglio 1985) è stato uno scrittore e traduttore statunitense e professore di letteratura francese presso l'Università della California, Berkeley.
È noto soprattutto per la sua amicizia con il fisico J. Robert Oppenheimer, che incontrò a Berkeley, in California, nel 1937.
La relazione di Oppenheimer con Chevalier, e la relazione di Chevalier con un possibile reclutatore per l'intelligence sovietica, figurarono in modo prominente in un'udienza del 1954 della Commissione per l'energia atomica degli Stati Uniti sull'autorizzazione di sicurezza di Oppenheimer. In quell'udienza, l'autorizzazione di sicurezza di Oppenheimer fu revocata.

## Biografia

### Primi anni di vita
Chevalier nacque il 10 settembre 1901 a Lakewood Township, nel New Jersey, da Therese Chevalier (nata Roggen) ed Emile,[1] rispettivamente di origine norvegese e francese.[2] Quando aveva vent'anni, Chevalier si sentì attratto dagli aspetti romantici della navigazione. Si imbarcò come marinaio su una delle ultime navi a vela commerciali, la goletta statunitense a quattro alberi Rosamond, per un viaggio verso l'oceano meridionale e Città del Capo. Chevalier scrisse una vivida e nostalgica testimonianza di questa fine dell'era della vela nel suo libro The Last Voyage of the Schooner Rosamond.

### Lavoro
Nel 1945, Chevalier servì come traduttore per i processi di Norimberga. Ha tradotto in inglese molte opere di Salvador Dalí, André Malraux, Vladimir Pozner, Louis Aragon, Frantz Fanon e Victor Vasarely.

### Incontro con Oppenheimer
Chevalier incontrò Oppenheimer nel 1937 a Berkeley mentre era professore associato di lingue romanze. Insieme, Chevalier e Oppenheimer avrebbero fondato la filiale di Berkeley di un sindacato degli insegnanti, che sponsorizzava benefici per cause di sinistra.
Chevalier informò Oppenheimer nel 1942 di una discussione che aveva avuto con George C. Eltenton che lo ha disturbato considerevolmente e che pensava che Oppenheimer dovesse conoscere. Si trattava di tentativi sovietici attraverso Eltenton di penetrare nel Progetto Manhattan.Quella breve conversazione, la segnalazione tardiva di Oppenheimer e i tentativi di oscurare l'identità di Chevalier, sarebbero poi diventate una delle questioni chiave nell'udienza di sicurezza di Oppenheimer del 1954 davanti alla Commissione per l'energia atomica, che ha portato alla revoca del suo nulla osta di sicurezza.
Chevalier è stato intervistato in The Day After Trinity (1981), un documentario nominato all'Oscar su Oppenheimer e la bomba atomica.È stato interpretato da Jefferson Hall nel film Oppenheimer del 2023 di Christopher Nolan.

### La morte
Dopo l'udienza della sottocommissione della Camera sulle attività non americane, Chevalier perse il lavoro a Berkeley nel 1950. Incapace di trovare un'altra cattedra negli Stati Uniti, si trasferì in Francia, dove continuò a lavorare come traduttore.
Chevalier tornò brevemente negli Stati Uniti nel luglio 1965, per partecipare al matrimonio di sua figlia a San Francisco.
Chevalier morì nel 1985 a Parigi all'età di 83 anni. La causa della morte non è stata segnalata.

### Vita privata
Chevalier ebbe quattro figli da tre matrimoni. Dal 1922 al 1931 fu sposato con Ruth Bosley, poi con Barbara Lansburgh dal 1931 al 1950, e infine con Carol Lansburgh nel 1952.